# Weymouth (Dorset)
Weymouth (pronunciato /ˈweɪməθ/ ) è una città del Dorset, Inghilterra, situata su una baia riparata in corrispondenza dell'estuario del fiume Wey, sulla costa della Manica. Ha una popolazione di circa 52 000 abitanti.
La città è situata 13 chilometri a sud di Dorchester e 8 chilometri a nord dell'Isola di Portland. Il distretto di Weymouth and Portland ha ospitato le gare di vela dei Giochi Olimpici del 2012.
Nell'inverno, Weymouth ha un clima mite e umido (le temperature minime sono intorno ai 3 °C, le massime intorno agli 8 °C), difficilmente le temperature scendono al di sotto dello 0 °C. La stagione estiva è abbastanza secca e calda, difficilmente si superano i 30 °C (minime intorno ai 13 °C, massime intorno ai 21 °C, le precipitazioni di luglio sono pari a 35 mm).